# Hongkong and Shanghai Hotels
Hongkong and Shanghai Hotels Limited (HSH) — крупная гонконгская группа, управляющая активами в сфере гостиничного бизнеса, коммерческой и жилой недвижимости, транспорта, туристических услуг. Основана в 1866 году как The Hongkong Hotel Company, которая в 1868 году открыла первый в колонии фешенебельный Hongkong Hotel. Штаб-квартира расположена в офисном здании St. George’s Building. Основным акционером Hongkong and Shanghai Hotels является еврейская семья Кадури.

## Гостиничный бизнес

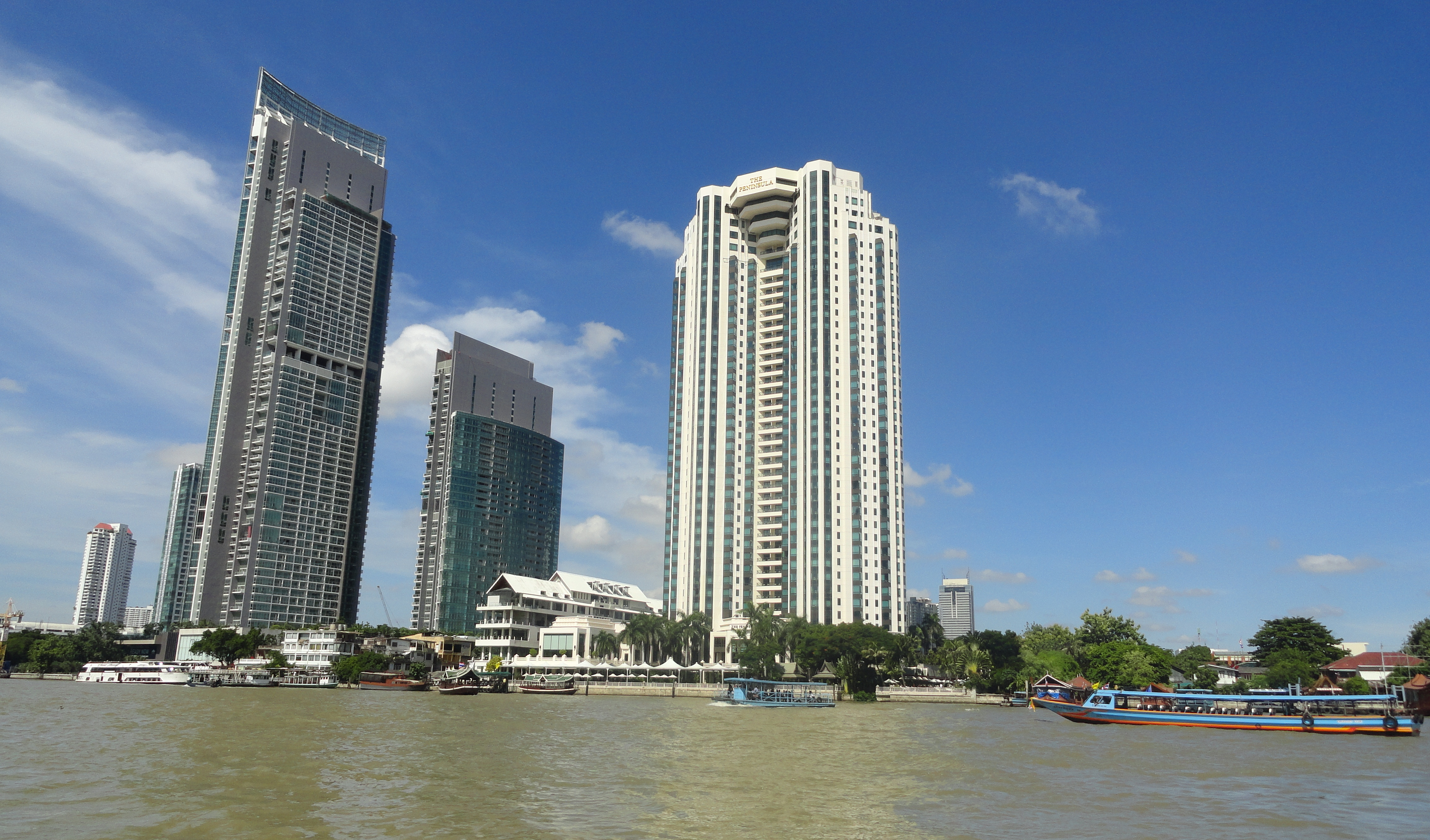
Справа — The Peninsula Bangkok

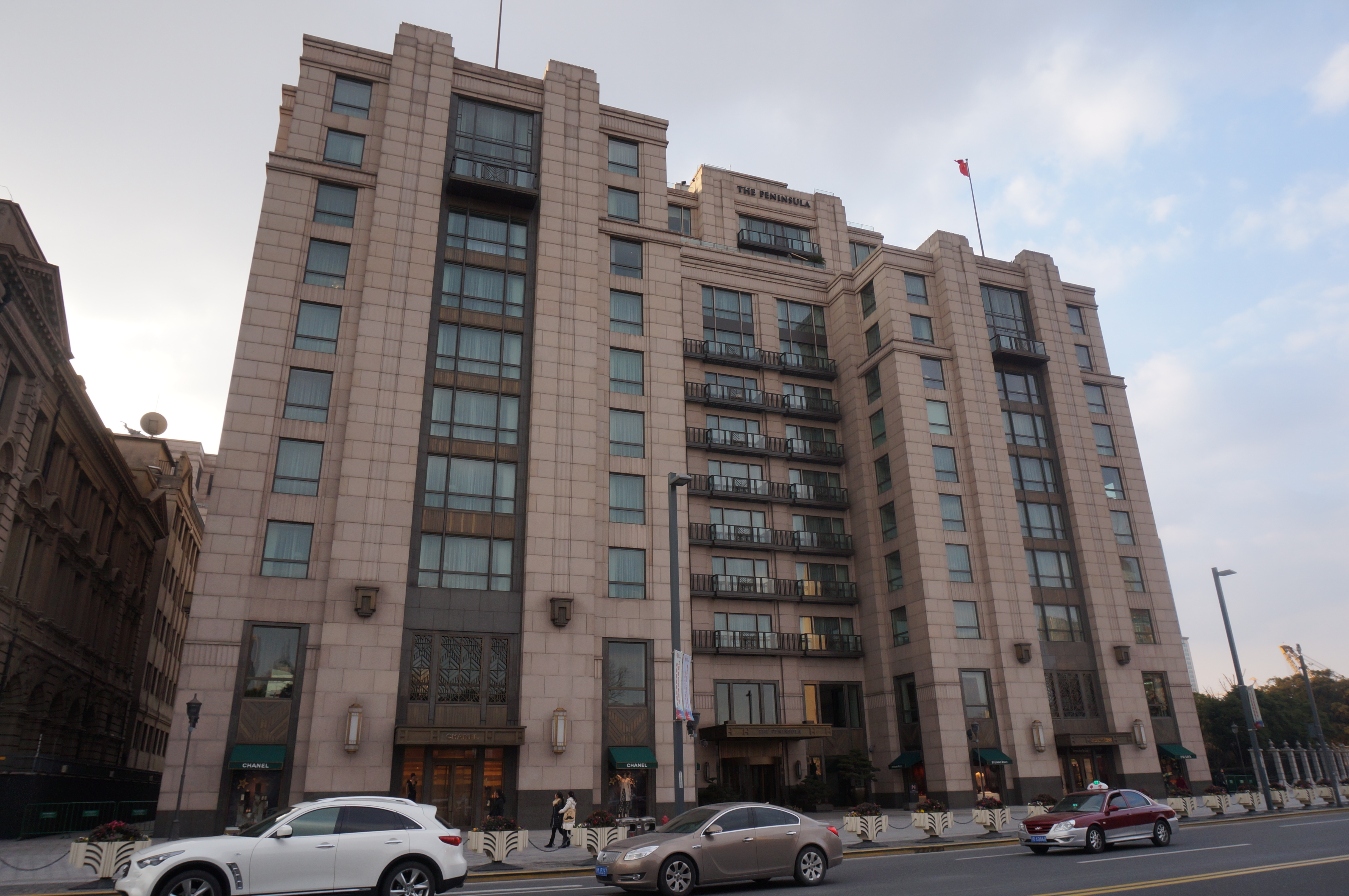
The Peninsula Shanghai

Основным гостиничным активом Hongkong and Shanghai Hotels является компания The Peninsula Hotels, основанная в 1928 году после открытия в Гонконге первого отеля — The Peninsula Hong Kong. Сейчас в состав сети входят следующие отели:
- The Peninsula Hong Kong (Гонконг, 1928)
- The Peninsula Manila (Макати, 1976)
- The Peninsula New York (Нью-Йорк, 1988)
- The Peninsula Beijing (Пекин, 1989)
- The Peninsula Beverly Hills (Беверли-Хиллз, 1991)
- The Peninsula Bangkok (Бангкок, 2000)
- The Peninsula Chicago (Чикаго, 2001)
- The Peninsula Tokyo (Токио, 2007)
- The Peninsula Shanghai (Шанхай, 2009)
- The Peninsula Paris (Париж, 2014)
- The Peninsula London (Лондон, 2023)
- The Peninsula Istanbul (Стамбул, 2023)

По состоянию на 2017 год The Peninsula Hotels возводила ещё три отеля — The Peninsula London (Лондон), The Peninsula Yangon (Янгон) и The Peninsula Istanbul (Стамбул).

## Недвижимость
Кроме гостиниц Hongkong and Shanghai Hotels владеет и другими объектами недвижимости: элитным жилым комплексом с торговой галереей The Repulse Bay в районе Рипалс-Бей; торгово-развлекательным центром Peak Tower возле пика Виктория; офисным зданием St. John’s Building в Центральном районе; офисно-жилым зданием The Landmark в Хошимине; офисным зданием 21 avenue Kléber в Париже.

## Другие интересы
Hongkong and Shanghai Hotels владеет фуникулёром Peak Tram, который связывает район Адмиралтейство с пиком Виктория. Нижняя станция фуникулёра «Гарден-роуд» расположена на первом этаже St. John’s Building, а верхняя — в Peak Tower.
Также в сферу интересов Hongkong and Shanghai Hotels входят гольф-клубы Thai Country Club в Бангкоке и Quail Lodge & Golf Club в Калифорнии, компания Peninsula Clubs & Consultancy (управляет престижными клубами The Hong Kong Club, Hong Kong Bankers Club и Butterfield, а также зоной Cathay Pacific Lounges в Гонконгском международном аэропорту), компания Tai Pan Laundry, занимающаяся стиркой белья отелей и жилых комплексов.

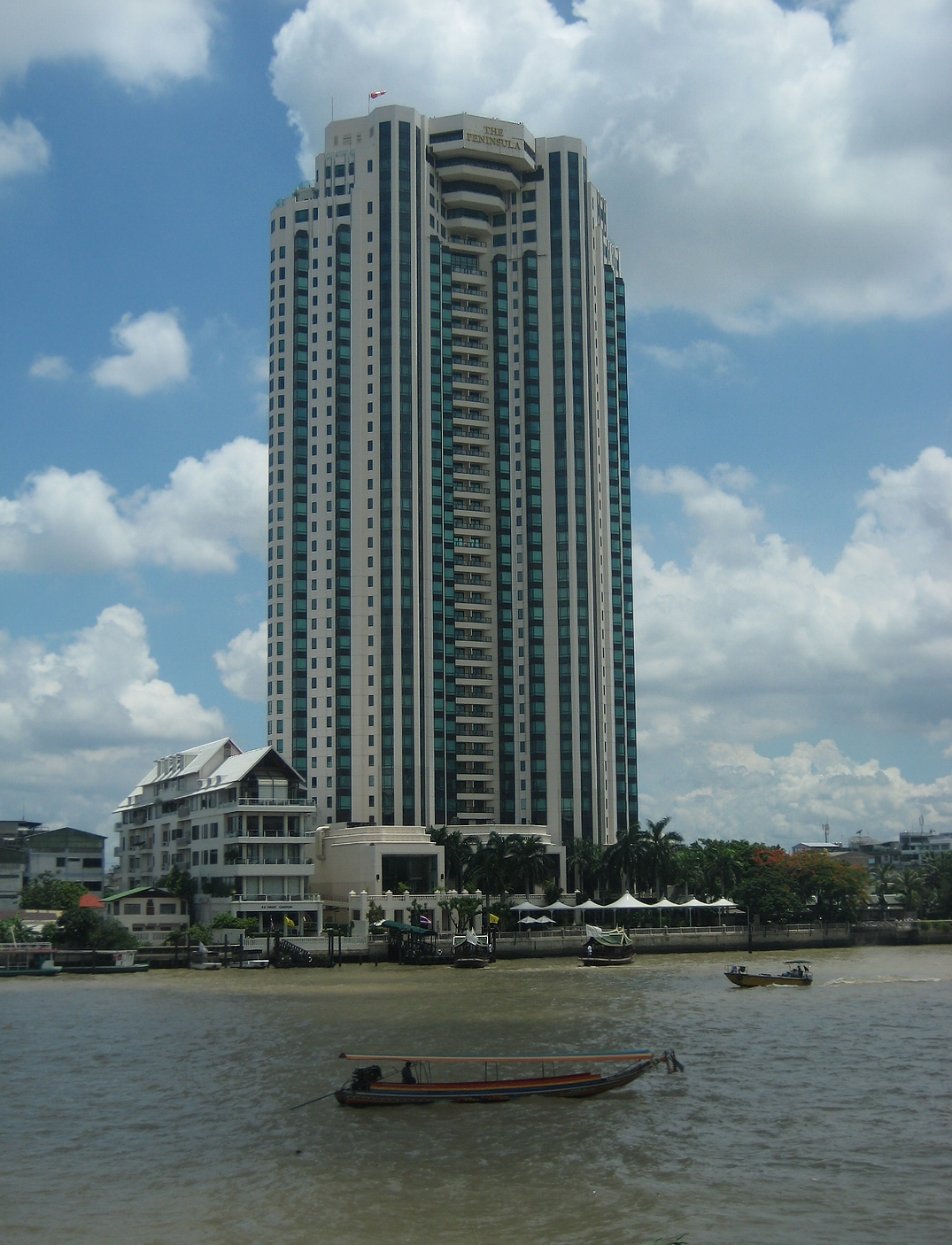
The Peninsula Bangkok
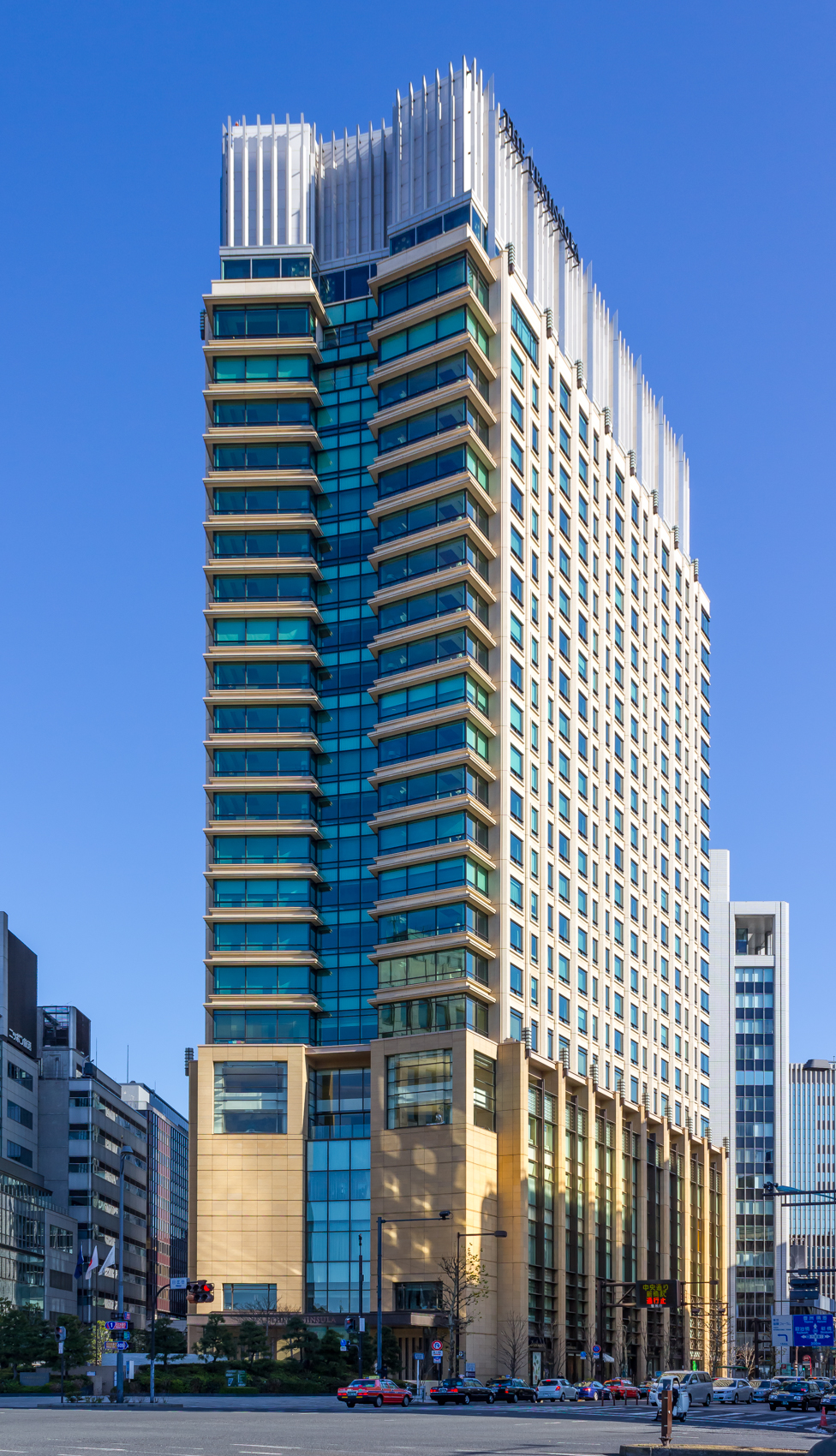
The Peninsula Tokyo
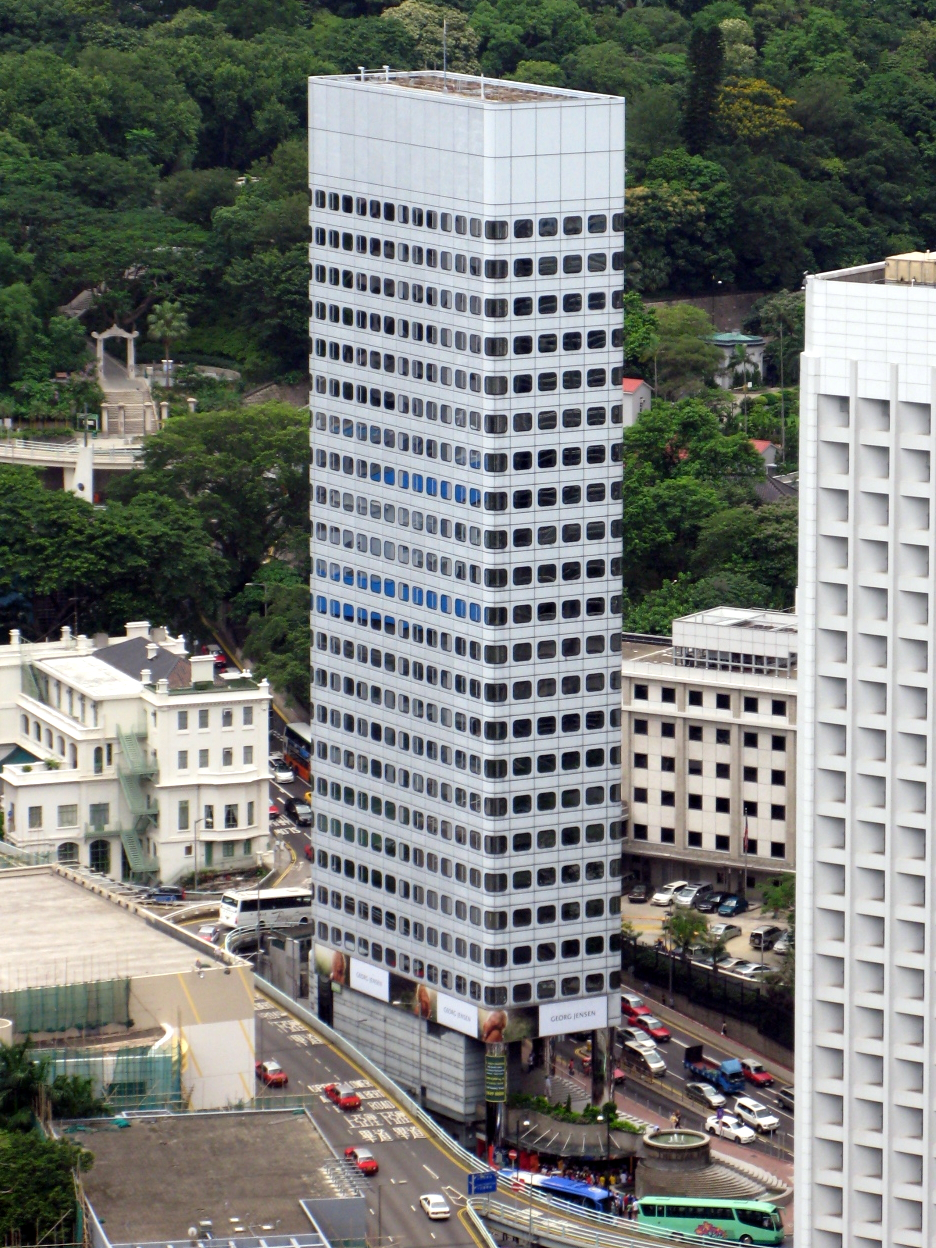
St. John's Building
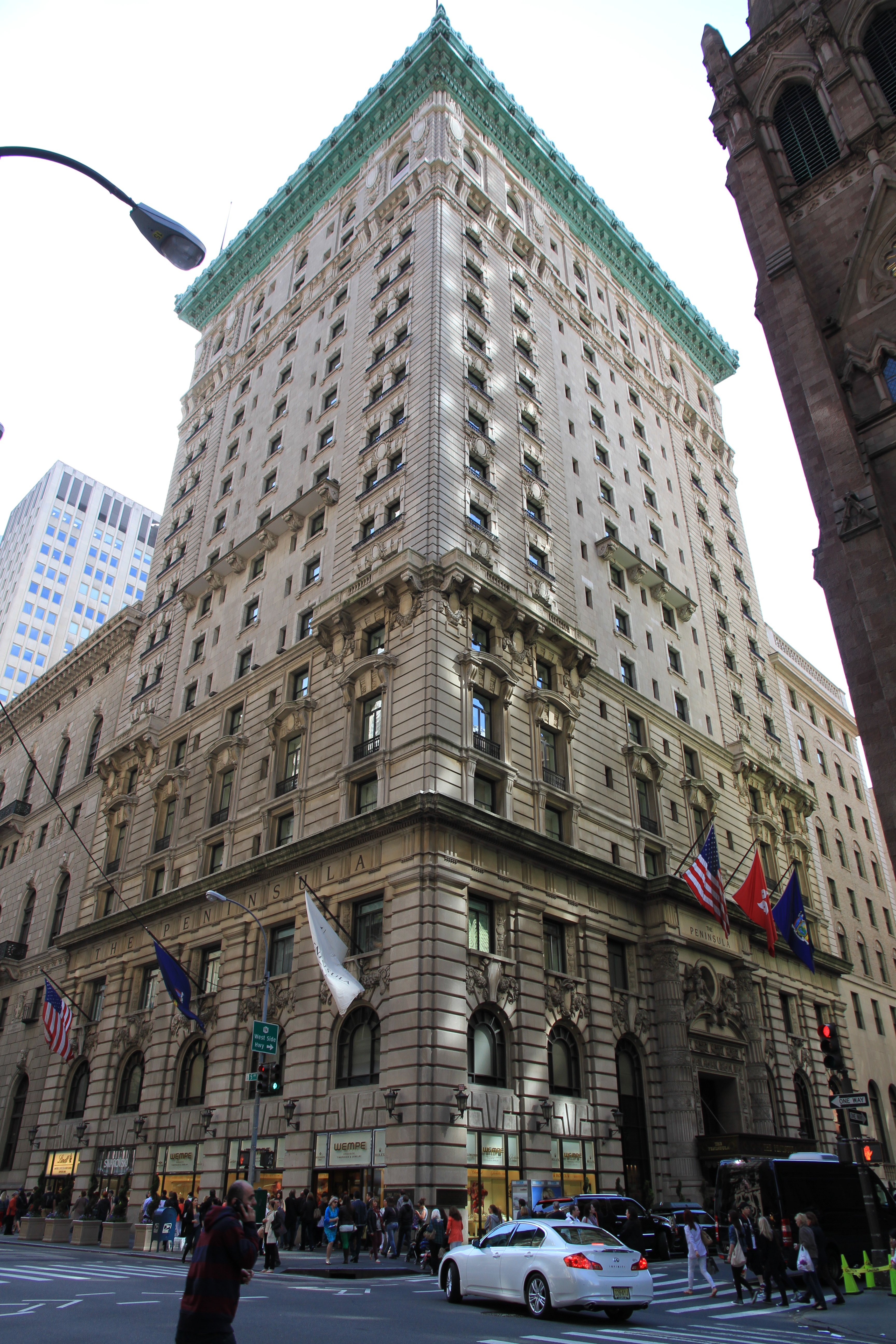
The Peninsula New York

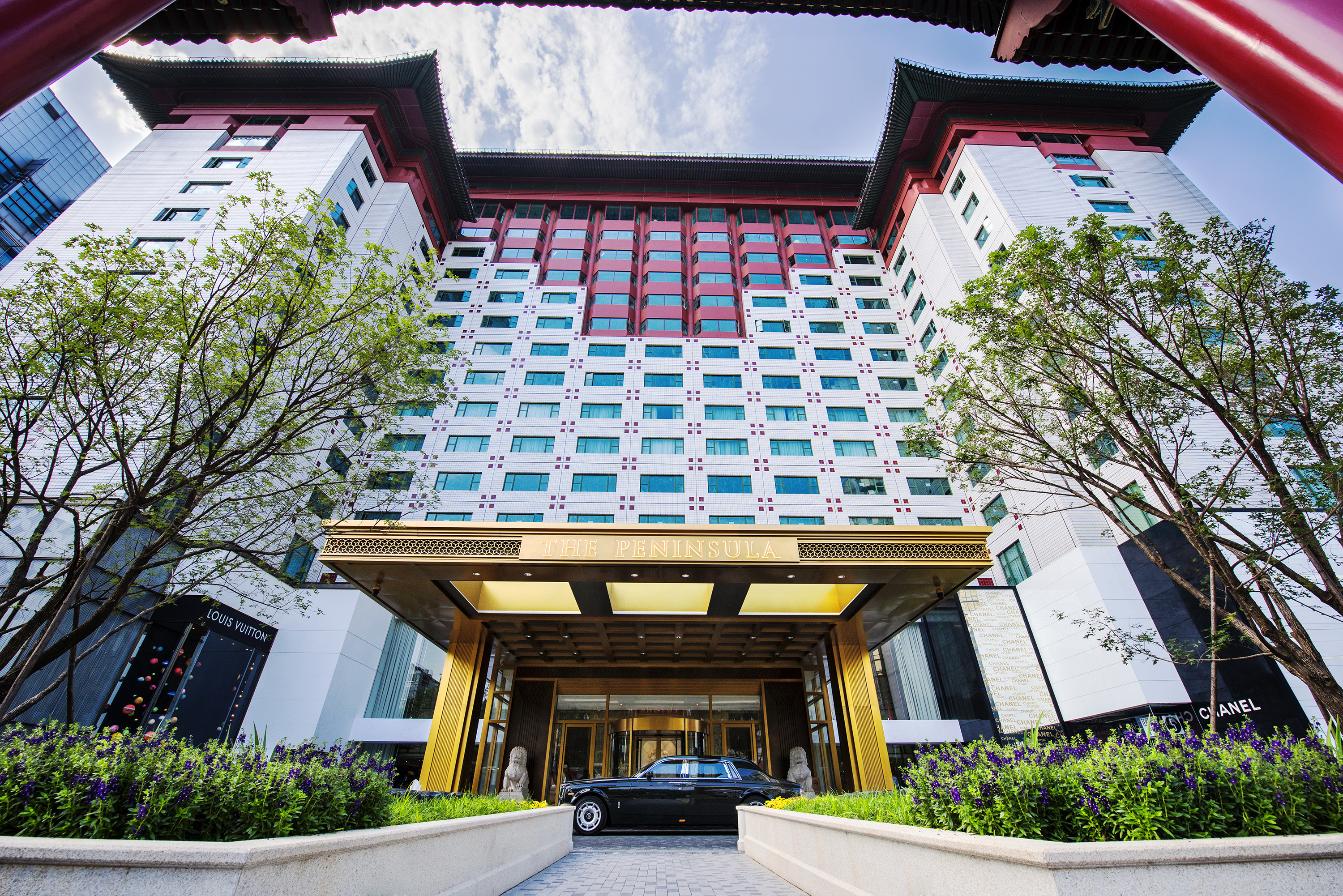
The Peninsula Beijing
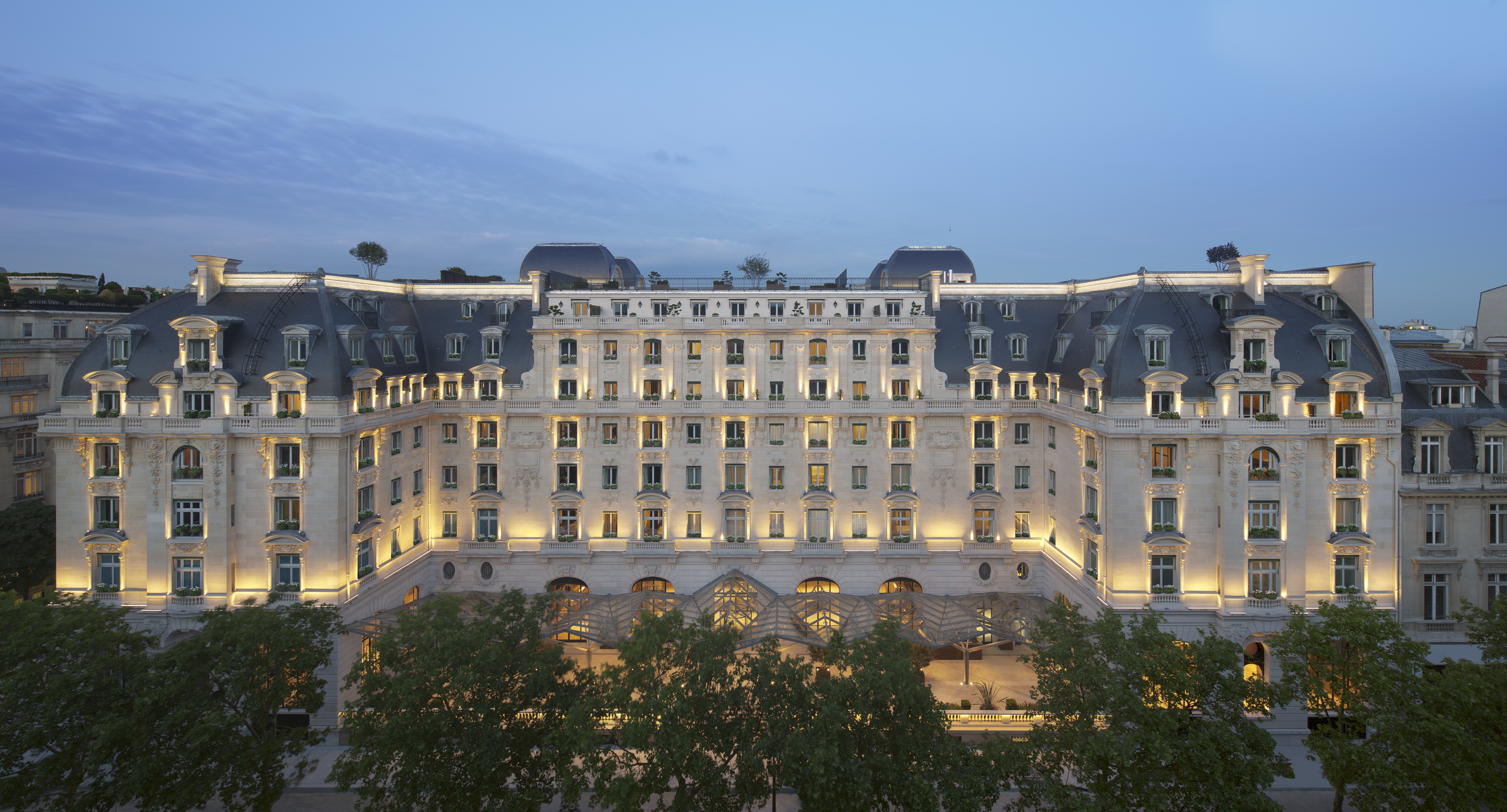
The Peninsula Paris
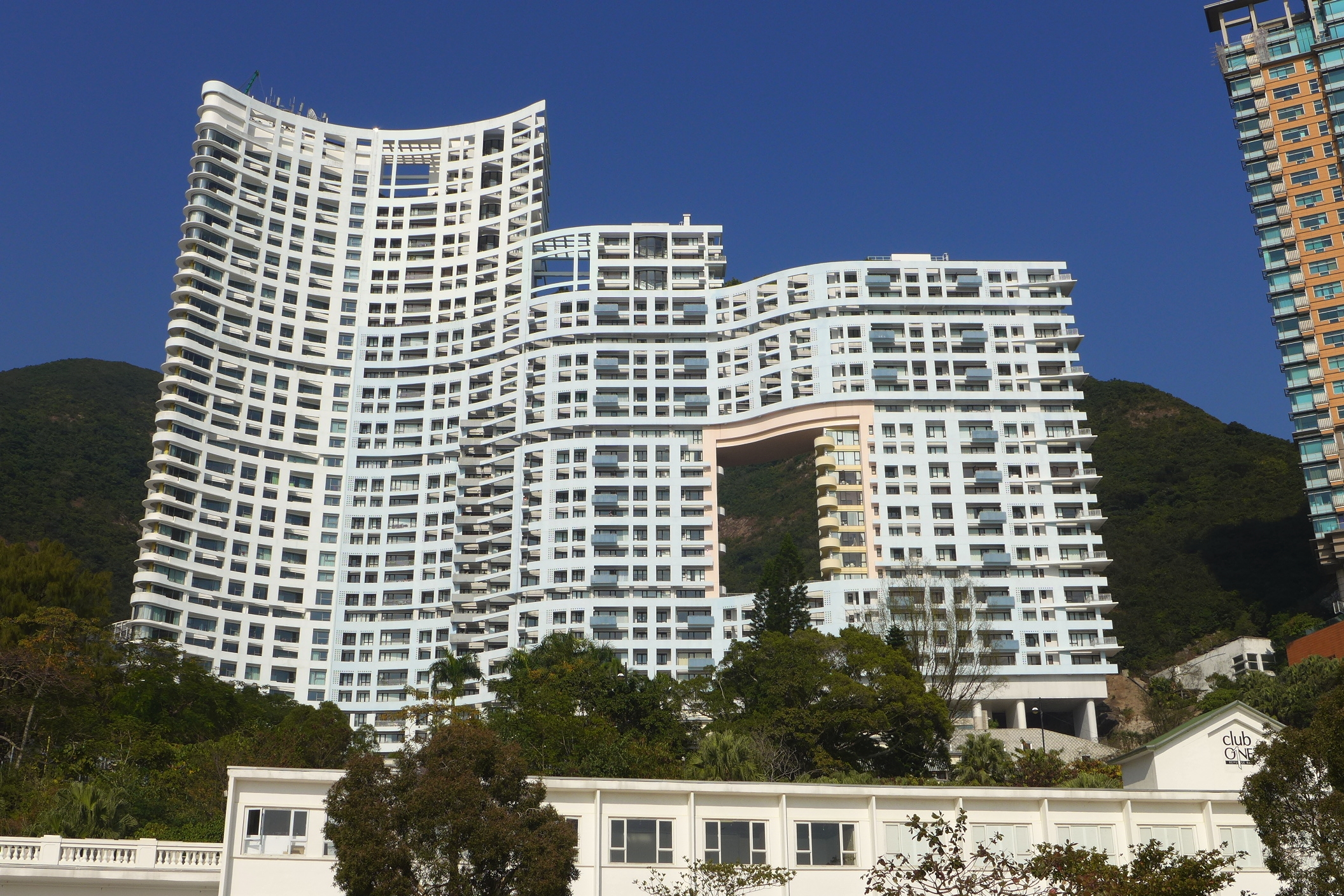
The Repulse Bay
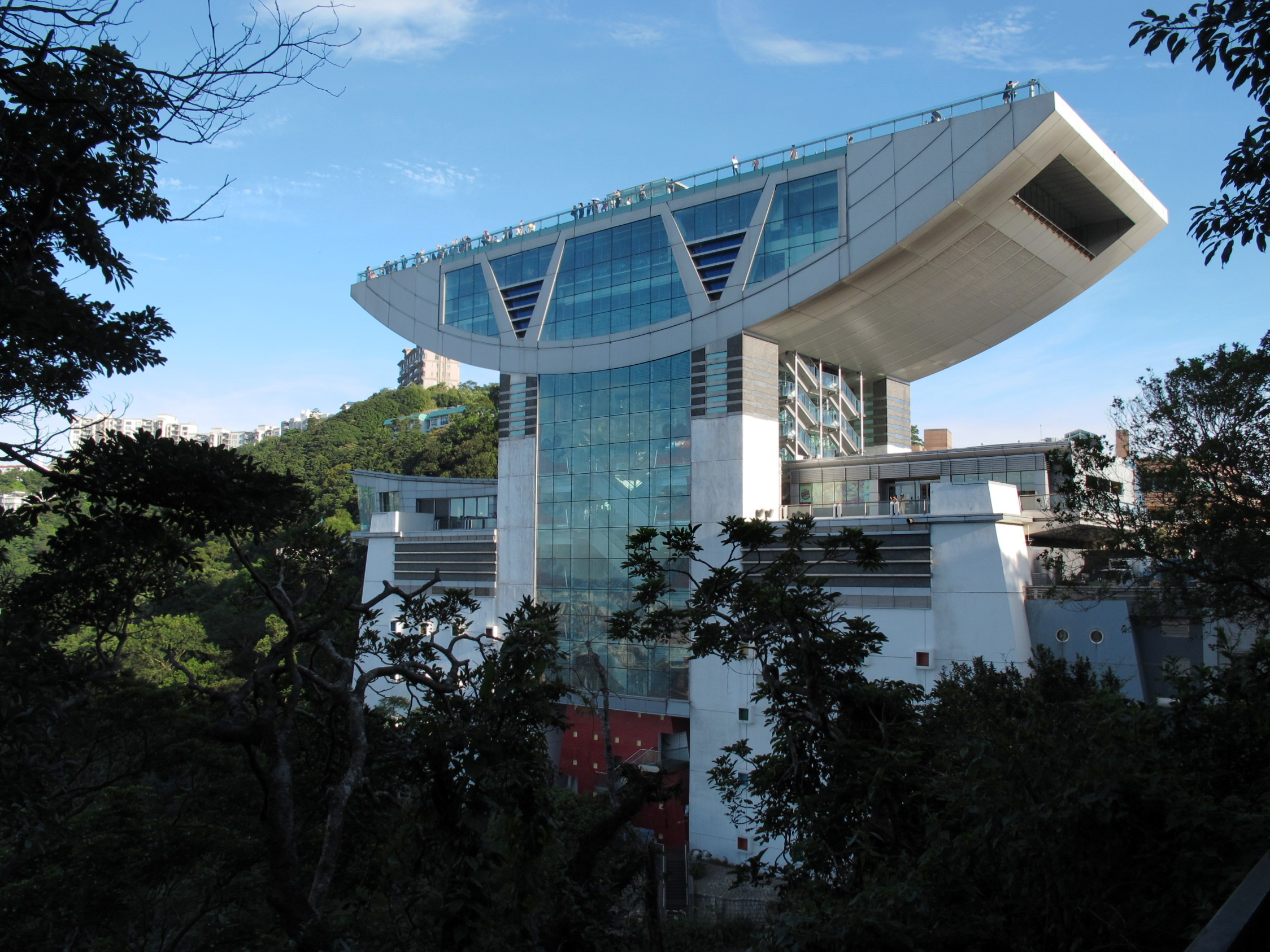
The Peak Tower